# Прешево
Прешево или Прешово (на сръбски: Прешево или Preševo; на албански: Preshevë или Presheva) е град в Пчински окръг, Сърбия. Градът е административен център на едноименната община Прешево.

## География
Градът е разположен в Прешевската долина, в Поморавието, недалеч от границата със Северна Македония и с Косово на надморска височина от 463 метра.

## История
В османотурски сметководен регистър за джизието на неверниците от вилаета Иврание от 1491 година Прешево е отбелязано като Прашева.
В края на XIX век Прешево е център на Прешовска кааза на Османската империя. Според статистиката на Васил Кънчов („Македония. Етнография и статистика“) от 1900 година Прѣшово е населявано от 2000 жители арнаути мохамедани. Според патриаршеския митрополит Фирмилиан в 1902 година в селото има 30 сръбски патриаршистки къщи. По данни на секретаря на Българската екзархия Димитър Мишев („La Macédoine et sa Population Chrétienne“) в 1905 в Прешово (Prechovo) има и малко християни – 280 българи патриаршисти гъркомани.
Гробищната църква „Свети Димитър“ е от 1905 година.
При избухването на Балканската война в 1912 година един човек от Прешево е доброволец в Македоно-одринското опълчение.
По време на българското управление в Поморавието в годините на Втората световна война, Васил В. Велев от София е български кмет на Прешево от 8 август 1941 година до 24 ноември 1943 година. След това кмет е Петър Т. Ташулов от Неготино (7 декември 1943 - 9 септември 1944).
През 1992 година албанците в общината организират референдум, според който общините Прешево, Буяновац и Медведжа да се присъединят към Косово. В периода между 1999 и 2001 година албанската паравоенна организация Армия за освобождение на Прешево, Медведжа и Буяновац води действия срещу югославските части, като целта ѝ е присъединяването на тези три общини към Косово. Дейността ѝ привлича по-малко вниманието на международните медии след събитията в Република Македония през 2001.
Населението на града през 2002 година е 13 426 души.

## Личности
Починали в Прешево
- Лазе Гащовски (1913 – 1944), югославски партизанин и деец на НОВМ
- Сотир Бръбевски (1914 – 1944), югославски партизанин и деец на НОВМ